# Friedrich Freiwald

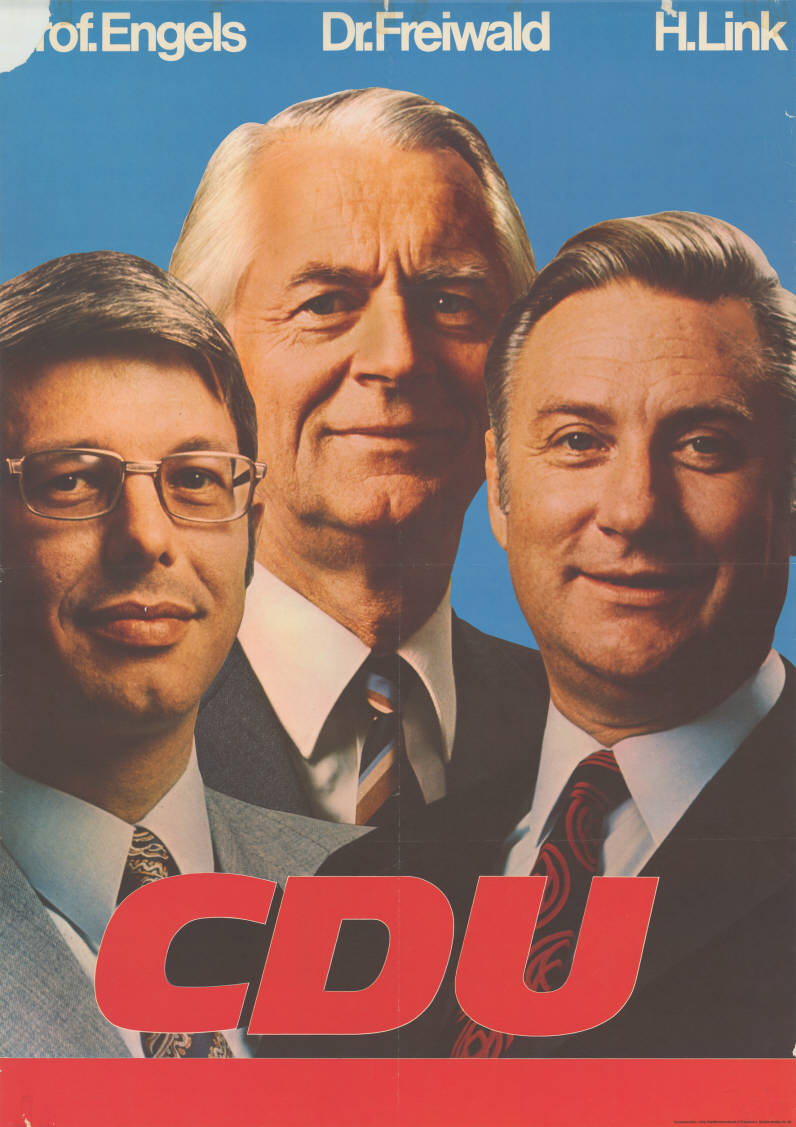
Friedrich Freiwald mit Helmut Link und Wolfram Engels auf einem Wahlplakat

Friedrich Wilhelm Freiwald (* 8. Mai 1911 in Lichterfelde; † 26. Oktober 1974 in Frankfurt am Main) war ein deutscher Jurist und Politiker (CDU).

## Leben
Nach dem Abitur am Gymnasium Philippinum in Marburg nahm Freiwald ein Studium der Rechtswissenschaft und Nationalökonomie auf, das er 1935 mit dem ersten und 1939 mit dem zweiten juristischen Staatsexamen beendete. Anschließend war er als Wirtschaftsjurist in der Organisation der gewerblichen Wirtschaft tätig. Von 1941 bis 1945 nahm er als Soldat am Zweiten Weltkrieg teil. Nach dem Kriegsende arbeitete er zunächst in der Organisation der Holzwirtschaft. 1950 wurde er Geschäftsführer im Hauptverband der Papier, Pappe und Kunststoffe verarbeitenden Industrie in Frankfurt am Main.
Am 20. August 1937 beantragte er als Referendar die Aufnahme in die NSDAP und wurde rückwirkend zum 1. Mai desselben Jahres aufgenommen (Mitgliedsnummer 4.662.854).
Freiwald trat nach 1945 in die CDU ein und war stellvertretender Vorsitzender des CDU-Kreisverbandes Frankfurt-Stadt. Er war von 1956 bis 1965 Ratsmitglied der Stadt Frankfurt/Main und dort seit 1962 Vorsitzender der CDU-Fraktion. Dem Deutschen Bundestag gehörte er von 1965 bis zu seinem Tode an. Er war stets über die Landesliste Hessen ins Parlament eingezogen.
1965 wurde er mit der Ehrenplakette der Stadt Frankfurt am Main ausgezeichnet.